# Roar
«Roar» — пісня, записана американською співачкою Кеті Перрі для її майбутнього четвертого студійного альбому Prism, який мав побачити світ у жовтні 2013 року. Композиція була написана Перрі та Бонні МакКі, а продюсерами стали відомий хітмейкер Макс Мартін і Лукаш Готвальд. 9 серпня сингл був злитий в Інтернет і Capitol Records екстрено випустили пісню в цифровий продаж за кілька днів до офіційного релізу. Пісня була випущена на американському радіо 10 серпня 2013.
Пісня отримала в основному позитивні відгуки від музичних критиків, які відзначали нове сучасне звучання у творчості Перрі. Однак незважаючи на позитивні рецензії, деякі оглядачі вважали, що текст пісні дуже передбачуваний і нагадує попередні роботи виконавиці.
У комерційному плані сингл «Roar» був дуже успішний у світі, досягнувши першого рядка чарта Billboard Hot 100, ставши восьмим синглом співачки, який досяг першого місця в чарті. Також пісня дебютувала на першій сходинці чартів Великої Британії і Канади. Сингл був нагороджений тричі платиновим сертифікатом у США. Також пісня найшвидше з усіх продалась тиражем 3 мільйона, що дозволило Перрі потрапити до Книга рекордів Гіннеса.

## Передісторія і реліз
Вперше Перрі приступила до запису свого четвертого студійного альбому в листопаді 2012 року, заявивши, що запис була спрямована на «похмурі» звуки. У 2013 році запис альбому продовжилася, а в квітні співачка повідомила, що половина альбому вже записана.
29 липня 2013 Перрі повідомила, що її четвертий студійний альбом  Prism буде випущений 22 жовтня, відправивши велику золоту вантажівку вулицями Лос-Анджелеса, що мала дату релізу і назву, надруковану по сторонам. 2 серпня Кеті підтвердила, що першим синглом стане композиція «Roar», і що вона буде випущена 12 серпня, проте, в суботу, 10 серпня, пісня просочилась у Всесвітню мережу, і пізніше в цей день був зроблений її офіційний дебют на радіо. Цьому сприяли радіостанції Clear Channel, програючи пісню щогодини. Незважаючи на численні чутки, що пісня буде випущена в цифровому вигляді, Перрі оголосила в Твіттері, що реліз синглу залишився в той же день, як це планувалося спочатку, опівночі 12 серпня. Пісня також була звинувачена в порушенні авторського права, в порівнянні з піснею «Brave» Сари Барелліс.

### Тизери
З другого серпня Перрі почала випускати тизери пісні на своїй сторінці VEVO. Перший тизер показав її палаючу синю перуку, яку вона носила у кліпі 2010 року «California Gurls», а другий показав похорон її фірмового вбрання ери «Teenage Dream». Третій тизер показав, як кішка їсть птицю, а четвертий, як Кеті йде в студію звукозапису.

## Критика
Відразу ж після виходу, «Roar» отримав визнання критиків і шанувальників, які відзначали новий напрямок. Геррик Д. Кеннеді з Los Angeles Times назвав трек «милою і незабутньою цукеркою». Він також зазначив вокальне виконання Перрі. Rolling Stone також похвалили пісню, давши 3,5 бала у своїй рецензії .

## Живі виступи
Вперше пісня була виконана на MTV Video Music Awards 2013 в Нью -Йорку на спеціально спорудженій сцені, яка знаходилася біля Бруклінського моста. Виступ співачки закривав церемонію.

## Список композицій
- Цифровий сингл

| #  | Назва  | Автор                                          | Тривалість |
| -- | ------ | ---------------------------------------------- | ---------- |
| 1. | «Roar» | Кеті Перрі, Бонні МакКі, Dr. Luke, Макс Мартін | 3:43       |

## Чарти
| Чарти (2013)                              | Місце |
| ----------------------------------------- | ----- |
| Australia (ARIA Charts)                   | 1     |
| Austria (Ö3 Austria Top 40)               | 4     |
| Belgium (Ultratip Flanders)               | 9     |
| Belgium (Ultratip Wallonia)               | 9     |
| Canada (Canadian Hot 100)                 | 1     |
| Czech Republic (IFPI)                     | 29    |
| Denmark (Tracklisten)                     | 4     |
| Finland (The Official Finnish Charts)     | 10    |
| France (IFPI)                             | 8     |
| Germany (Media Control AG)                | 3     |
| Greece Digital Songs (Billboard)          | 2     |
| Ireland (IRMA]])                          | 1     |
| Israel (Media Forest)                     | 6     |
| Italy (FIMI)                              | 4     |
| Japan (Japan Hot 100)                     | 20    |
| Lebanon (Lebanese Top 20)                 | 2     |
| Luxembourg Digital Songs (Billboard)      | 3     |
| Mexican Anglo Chart (Monitor Latino)      | 11    |
| Netherlands (Dutch Top 40)                | 6     |
| New Zealand (Recorded Music NZ)           | 1     |
| Norway (VG-lista)                         | 20    |
| Norway Digital Songs (Billboard)          | 2     |
| Portugal Digital Songs (Billboard)        | 9     |
| Slovakia (IFPI)                           | 18    |
| South Korea (Gaon Chart)                  | 1     |
| Spain (PROMUSICAE)                        | 5     |
| Sweden (Sverigetopplistan)                | 40    |
| Switzerland (Swiss Hitparade)             | 4     |
| Велика Британія (Official Charts Company) | 1     |
| US Hot 100 (Billboard)                    | 1     |
| US Adult Pop Songs (Billboard)            | 12    |
| US Pop Songs (Billboard)                  | 15    |
| US Adult Contemporary (Billboard)         | 26    |
| US Radio Songs (Billboard)                | 13    |
| US Hot Digital Songs (Billboard)          | 1     |

## Історія релізу
| Країна | Дата           | Формат                                          | Лейбл           |
| ------ | -------------- | ----------------------------------------------- | --------------- |
| США    | 10 серпня 2013 | Contemporary hit radio\|Top 40/Mainstream radio | Capitol Records |